# Diocèse d'Auxerre

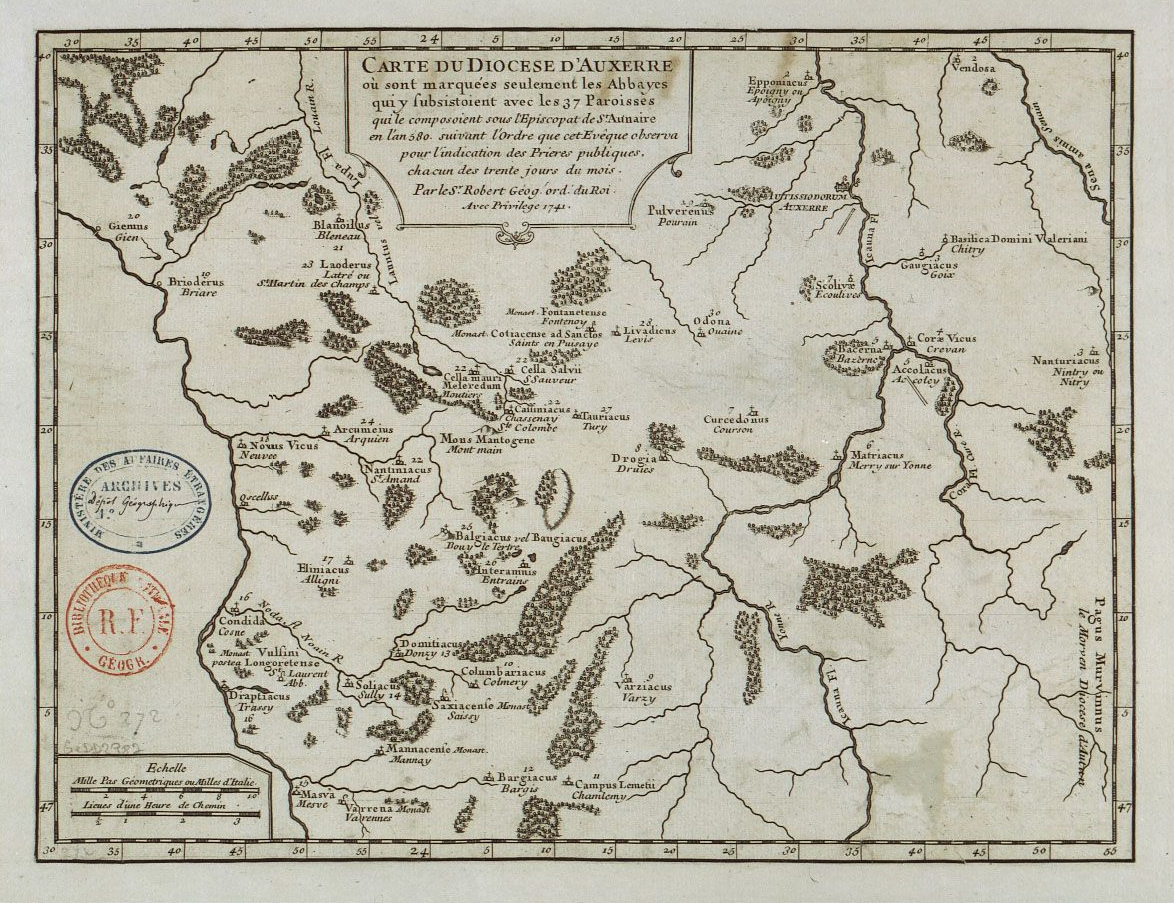
Diocèse d'Auxerre en l'an 580
sous l'épiscopat de saint Aunaire, avec ses abbayes et ses 37 paroisses

Le diocèse d'Auxerre (en latin : dioecesis Autissiodorensis) est un ancien diocèse de l'Église catholique en France.
Érigé vers le milieu du IIIe siècle, il est un des diocèses historiques de la Bourgogne. Son siège était la cathédrale Saint-Étienne d'Auxerre et il était suffragant de l'archidiocèse de Sens.
Supprimé en 1801, il n'a pas été rétabli mais, depuis 1823, le titre d'évêque d'Auxerre est relevé par l'archevêque de Sens. Ainsi, depuis 2024, l'évêque d'Auxerre est Pascal Wintzer.

## Territoire
Le diocèse d'Auxerre confinait : au nord, avec l'archidiocèse de Sens ; à l'est, avec le diocèse de Langres ; au sud, avec le diocèse d'Autun et celui de Nevers ; et, à l'ouest, avec l'archidiocèse de Bourges et le diocèse d'Orléans.
Il couvrait l'Auxerrois proprement dit et la Puisaye ainsi qu'une partie du Nivernais, autour de Varzy.
On notera la curiosité qu'était le diocèse de Bethléem dont le siège fut transféré de Bethléem, en Palestine, à l’hôpital de Panthénor, faubourg de Clamecy. Ce diocèse de taille très réduite forma une enclave entre celui d’Auxerre, dont dépendait alors Clamecy (passée depuis dans le diocèse de Nevers), et le diocèse voisin d’Autun, et posa des difficultés lors de la querelle janséniste.

## Histoire
La naissance de ce diocèse et l'introduction du christianisme y sont exceptionnellement bien documentés par la « gesta episcoporum Autissiodorensis ».
Selon la tradition, la cité gallo-romaine d'Auxerre est évangélisée par Pèlerin d'Auxerre, qui est considéré comme le premier évêque.
Le premier évêque d'Auxerre dont l'existence est attestée est Valérien d'Auxerre, souscripteur du pseudo-concile de Cologne de 346 et du concile de Sardique.
La forme du diocèse le montre décentré vers l'Ouest, puisqu'il atteint la Loire à Gien et Cosne, tandis que 
Chablis appartient déjà au diocèse de Langres. Sa forme reprendrait celle du comté. La question de sa séparation d'avec Nevers au Haut Moyen Age renvoie à la prise du comté par les Francs aux Burgondes en 501: l'Auxerrois devient franque alors que Nevers restera dans le royaume Burgonde. 
L'évêque d'Auxerre était propriétaire de nombreux domaines et le comte d'Auxerre lui devait hommage. Il siégeait aux États de Bourgogne dans la Chambre du Clergé.
La constitution civile du clergé, décrétée par l'Assemblée nationale constituante le 12 juillet 1790, supprime le siège épiscopal d'Auxerre et maintient Sens comme siège épiscopal du diocèse du département de l'Yonne. Bien que sanctionnée par Louis XVI le 24 août suivant, la constitution civile du clergé n'est pas reconnue par le Saint-Siège.
Le dernier évêque d'Auxerre, Jean-Baptiste-Marie Champion de Cicé, refuse de prêter serment à la constitution civile du clergé et s'exile en Allemagne en 1792. Le vicaire général, François Viart, administre le diocèse.
À la suite du concordat de 1801, par la bulle Qui Christi Domini du 29 novembre 1801, le pape Pie VII supprime le diocèse d'Auxerre et incorpore son territoire au diocèse de Troyes qui couvre alors les départements de l'Aube et de l'Yonne.
Le concordat du 11 juin 1817 prévoit le rétablissement du diocèse d'Auxerre pour les arrondissements du département de l'Yonne. Mais le concordat n'est pas ratifié.
Par la bulle Paternae charitatis du 6 octobre 1822, Pie VII rétablit l'archidiocèse de Sens pour le département de l'Yonne.
Par le bref Antissioderensi ecclesiae du 6 juin 1823, Pie VII autorise les archevêques de Sens à joindre à leur titre celui d'évêque d'Auxerre.